# Tassejewo
Tassejewo (russisch Тасе́ево) ist ein großes Dorf (selo) in der Region Krasnojarsk in Russland mit 8038 Einwohnern (Stand 14. Oktober 2010).

## Geographie
Der Ort liegt etwa 180 km Luftlinie nordöstlich des Regionsverwaltungszentrums Krasnojarsk, östlich des südlichen Teils des Jenisseirückens. Er befindet sich am Fluss Ussolka knapp 70 km oberhalb (südlich) seiner Mündung in den linken Angara-Zufluss Tassejewa.
Tassejewo ist Verwaltungszentrum des Rajons Tassejewski sowie Sitz der Landgemeinde (selskoje posselenije) Tassejewski selsowet, zu der außerdem die Dörfer Glinnaja (6 km nördlich), Murma (10 km nordwestlich) und Schtschekaturowo (10 km ostsüdöstlich) sowie die Siedlung Burowoi (9 km nordwestlich) gehören.

## Geschichte
Das Dorf wurde 1640 von Russen während ihres Vordringen nach Sibirien unweit einer ewenkischen Siedlung gegründet und nach einem ewenkischen Fürsten namens Tassei benannt (wie auch der Fluss Tassejewa). Zwischenzeitlich war auch die Namensform Tassejewskoje in Gebrauch. Am 4. April 1924 wurde Tassejewo Verwaltungssitz eines nach ihm benannten Rajons.

## Bevölkerungsentwicklung
| Jahr | Einwohner |
| ---- | --------- |
| 1897 | 1.733     |
| 1939 | 4.235     |
| 1959 | 7.222     |
| 1970 | 8.801     |
| 1979 | 8.850     |
| 1989 | 10.213    |
| 2002 | 8.613     |
| 2010 | 8.038     |

Anmerkung: Volkszählungsdaten

## Verkehr
Tassejewo wird westlich von der Regionalstraße 04K-021 (ehemals R410) umgangen, die von Kansk über das südlich benachbarte Rajonzentrum Dserschinskoje kommt und weiter nach Ustje bei der Mündung der Ussolka in die Tassejewa führt. Bei Kansk besteht Anschluss an die föderale Fernstraße R255 Sibir (ehemals M53) Nowosibirsk – Irkutsk, dort befindet sich etwa 120 km südlich von Tassejewa an der Transsibirischen Eisenbahn auch die nächstgelegene Bahnstation. Von Tassejewo in westlicher Richtung verläuft zunächst als 04N-877 über den Jenisseirücken ins 90 km Luftlinie entfernte Prediwinsk am rechten Ufer des Jenissei.
Südlich des Ortes befindet sich ein kleiner Flugplatz.

## Söhne und Töchter des Ortes
- Dmitri Trunenkow (* 1984), Bobsportler, Olympiasieger 2014